# Marfa
Marfa – miasto w Stanach Zjednoczonych, w stanie Teksas, siedziba administracyjna hrabstwa Presidio.